# Ibema
Ibema is een gemeente in de Braziliaanse deelstaat Paraná. De gemeente telt 6.144 inwoners (schatting 2009).

## Aangrenzende gemeenten
De gemeente grenst aan Campo Bonito, Catanduvas en Guaraniaçu.